# Jelle van Dael
Jelle van Dael (* 2. Mai 1990 in Opglabbeek) ist eine belgische Sängerin und Frontfrau der Danceformation Lasgo und Moderatorin beim belgischen Musiksender JIM.

## Biografie
Durch die Castingshow „Let’s Go Lasgo“ wurde Dael im August 2008 Frontfrau und Sängerin der belgischen Vocal-Trance-Formation Lasgo und ersetzte somit die 2008 ausgestiegene Evi Goffin. 
Am 5. September 2014 erschien Dael auf dem Cover des Magazins Ché this month.
Da es einige Zeit nichts Neues von Lasgo gab, beschloss Dael im September 2014 eine Solo-Single zu veröffentlichen. Diese hieß Lie Machine und wurde am 23. September veröffentlicht. Das Musikvideo wurde am 19. gedreht. Regie und Schnitt übernahm Wim Geysels.
Am 15. November 2014 gab Dael bekannt, dass sie an dem Musikvideo ihrer zweiten Single arbeitet, welche schließlich am 3. März 2015 erschien.
Im November 2024 wurde bekannt, dass van Dael am Eurosong 2025, dem belgischen Vorentscheid zum Eurovision Song Contest 2025 teilnehmen wird. Dort belegte sie von acht Teilnehmern mit dem Lied "Monster" den vierten Platz (Jury: Platz 5, Publikum: Platz 4).

## Diskografie
Lieder
- Lie Machine (2014)
- Another Day (2015)